# Cristià VI
Cristià VI (Copenhaguen, 30 de novembre de 1699 - Hørsholm, 6 d'agost de 1746) fou rei de Dinamarca i Noruega entre 1730 i 1746. El monarca és recordat com un dels més durs de la història danesa, en gran part, per un govern de marcat caràcter religiós. Cristià VI era un devot pietista i va promulgar lleis de caràcter clerical molt dures. D'altra banda, impulsà el comerç i la indústria, d'acord amb criteris mercantilistes com els emprats a França. Alhora, el seu govern evità els conflictes exteriors, de manera que el comerç marítim va arribar al seu punt àlgid sota el seu regnat.

## Família
Cristià era fill de Frederic IV i de Lluïsa de Mecklenburg-Güstrow. El monarca es va casar, l'any 1721, amb Sofia Magdalena de Brandenburg-Kulmbach, filla de Cristià Enric de Brandenburg-Kulmbach (1661-1708) i de Sofia Cristiana de Wolfstein (1667-1737). D'aquest matrimoni van néixer:
- Frederic (1723-1766). Futur rei de Dinamarca i Noruega. Casat primer amb Lluïsa de Gran Bretanya (1724-1751), i després amb Juliana Maria de Brunsvic-Wolfenbüttel (1729-1796).
- Lluïsa (1724).
- Lluïsa (1726-1756). Duquessa de Saxònia-Hildburghausen, consort del duc Ernest Frederic III (1727-1780).

## Regnat
Un jove príncep Cristià quedà escandalitzat per la vida bígama del seu pare, el rei Frederic IV. Quan aquest va morir, l'any 1730, Cristià va pujar al tron i immediatament anul·là el testament del seu pare. D'aquesta manera, va treure-li a la vídua, Anna Sophie Reventlow, gran part de l'herència i la desterrà de la cort.
Els primers anys de regnat de Cristià VI van estar marcats per una clara crisi econòmica. El seu pare havia promulgat algunes reformes l'any 1730, que havien alliberat als agricultors dels lligams amb els propietaris i havien provocat una gran migració cap a les ciutats. Les pressions creixents dels propietaris en perdre mà d'obra, així com la crisi, van fer que el rei abolís aquestes reformes i instaurés el domicili forçós (stavnsbåndet) el 1733. Amb aquesta llei es va prohibir als homes d'entre 14 i 36 anys abandonar la propietat on havien nascut.
En política exterior, Cristià VI fou sempre prudent i va preferir mantenir-se neutral en els conflictes internacionals. Aquesta política va permetre un creixement important del comerç i la fundació de diverses companyies. A més, per assegurar un preu elevat dels cereals danesos, va prohibir, l'any 1735 la importació de gra. La mesura va tenir però, un impacte negatiu molt fort a Noruega, depenent en bona part de les importacions.
A nivell financer, l'any 1736 va fundar el Kurantbank, una institució que expedia bitllets i afavoria l'intercanvi econòmic. Aquesta institució, amb el temps, donaria pas a l'actual Danmarks Nationalbanken (Banc Nacional de Dinamarca).
En oposició al caràcter mogut i viatger del seu pare, Cristià VI va romandre bona part del seu regnat a Dinamarca. De fet, només va viatjar a Noruega i un segon als ducats de Slesvig i Holstein. Era un home profundament religiós, tímid, introvertit i molt poc tolerant, que patia, a més, d'una salut dèbil. La seva cort era monòtona i molt poc esplendorosa; només es tocava música religiosa i el ball era prohibit. Alhora, va intentar estendre aquest caràcter profundament religiós a la societat. Així, va prohibir qualsevol tipus de diversió en diumenge i promulgà, el 1735, una ordre repressora que obligava a la població a sotmetre's als dictats religiosos. Les penes per l'incompliment d'aquesta llei podien anar des de multes fins a la presó. A més, un any més tard, el 1736, va introduir la confirmació com a sagrament a l'Església de Dinamarca. Aquesta política pietista va acabar reflectint-se a la poesia danesa de l'època, amb autors destacats com ara bé Hans Adolph Brorson.
Per donar més èmfasi a la seva qualitat de monarca absolut, va projectar durant el seu regnat la construcció de diversos palaus i edificis de prestigi. Així, entre 1732 i 1742 va remodelar el palau de Christianborg fins a convertir-lo en un gran exemple del barroc. En paral·lel, entre 1734 i 1736 va construir l'Eremitagen, un palau utilitzat per a banquets després dels dies de caça del rei. Sota les seves ordres s'aixecà també el palau de Hirschholm (1737-1739), que esdevindria la residència estival de la monarquia. Totes aquestes construccions es van aixecar amb els diners obtinguts per les mercaderies que travessaven l'Oresund, i amb el temps foren una càrrega important per a les finances de l'estat.
La salut de Cristià VI va fallar finalment l'any 1746, quan morí. Les seves restes descansen a la Catedral de Roskilde, sota un sarcòfag d'estil neoclàssic que va esculpir el 1777 Johannes Wiedewelt per ordre de la reina vídua. Aquest sarcòfag és, de fet, el punt de partida del neoclassicisme a Dinamarca.